# Jean de Varennes
Pour les articles homonymes, voir Varennes.
Ne doit pas être confondu avec Jean Varenne ou Jean Varenne (homme politique).
Jean de Varennes était un noble de France qui vécut au XIIIe siècle. Il mourut en 1292.

## Biographie
Jean de Varennes fut maréchal de France en 1272 sous le règne de Philippe III le Hardi. Les comptes des bailliages de France le qualifient ainsi en 1288. Il reçut la somme de cinquante livres pour son voyage du Hainaut. Un sceau atteste qu’il l’était encore en 1292.